# ياكوب كارو
ياكوب كارو (بالألمانية: Jacob Caro )‏ (و. 1835 – 1904 م) هو مؤرخ، وأستاذ جامعي ألماني، ولد في غنيزنو، وكان عضوًا في الأكاديمية الروسية للعلوم، توفي في فروتسواف، عن عمر يناهز 69 عاماً.

## التعليم
تعلم في جامعة هومبولت في برلين، وجامعة لايبتزغ.